# Harjit Sajjan
Harjit Sajjan (Bombeli, 6 settembre 1970) è un politico e militare canadese, attuale ministro della Difesa Nazionale del Canada dal 4 novembre 2015, membro del Partito Liberale del Canada.
Harjit Singh Sajjan è nato a Bombeli, un paese del distretto di Hoshiarpur, nello stato del Punjab, India, da genitori di religione Sikh.
Prima di entrare in politica lavorò nella lotta contro le bande di strada nel dipartimento della polizia di Vancouver e come comandante di reggimento nelle Forze armate canadesi in Afghanistan. Fu il primo canadese di religione Sikh a comandare un reggimento dell'esercito canadese.